# Lokomotiva ET21

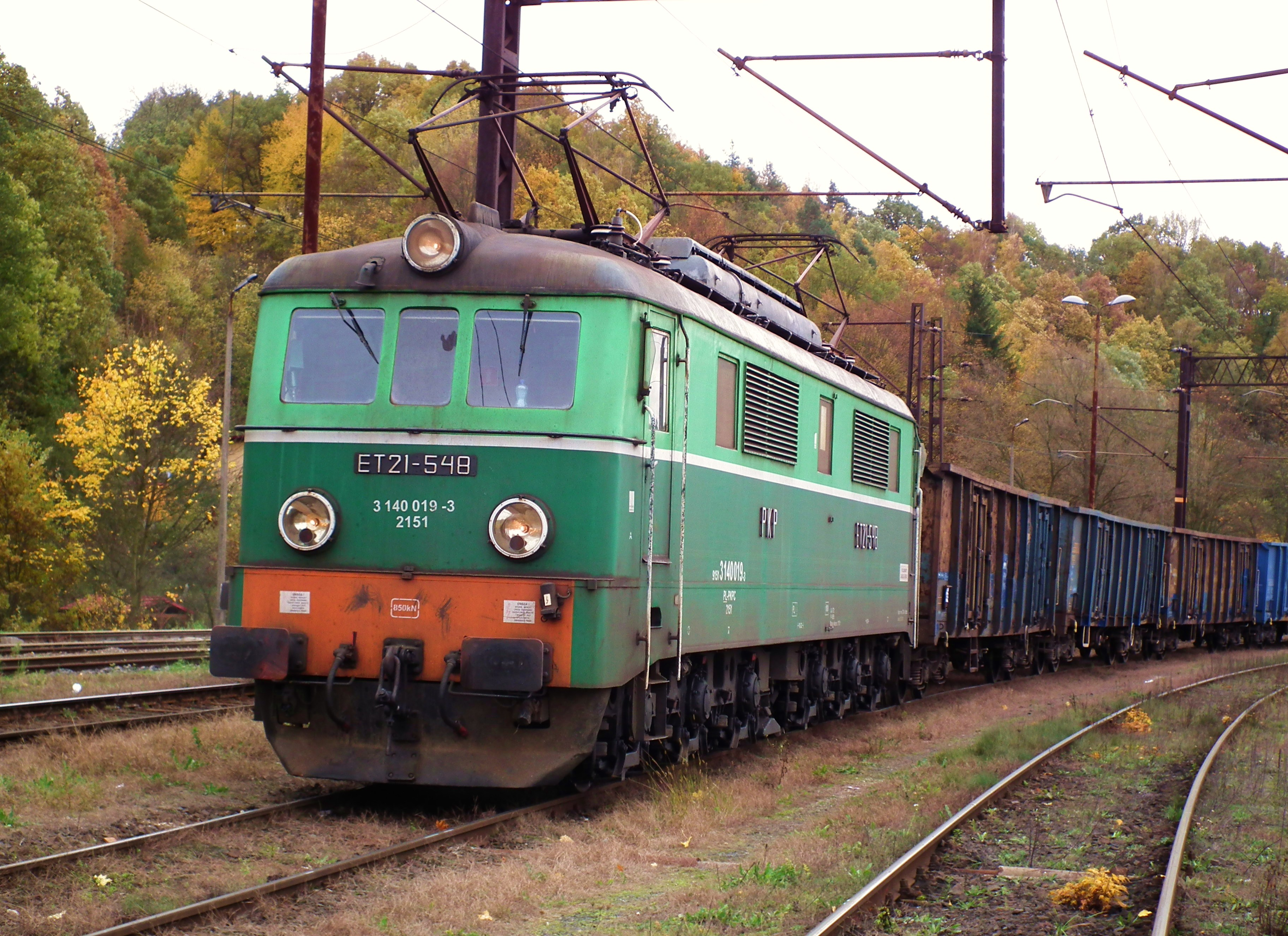
Lokomotiva ET21-548

Lokomotivy řady ET21, u privátních dopravců označeny též jako řada 3E, jsou šestinápravové elektrické lokomotivy vyráběné jako typ lokomotivkou Pafawag. První série označená typem 3E byla vyráběna v letech 1957-1960, upravená série 3E/1 pak v letech 1960-1971.

## Technické údaje
Lokomotiva je určena pro provoz na stejnosměrné napájecí soustavě 3 kV DC a má uspořádání pojezdu Co'Co'. Na lokomotivě je šest trakčních motorů o celkovém výkonu 1860 kW, maximální rychlost je 100 km/h, hmotnost ve službě 120 tun u verze 3E a 114 tun u verze 3E/1. Celková délka lokomotivy je 16 820 mm.

## Dodávky a provoz

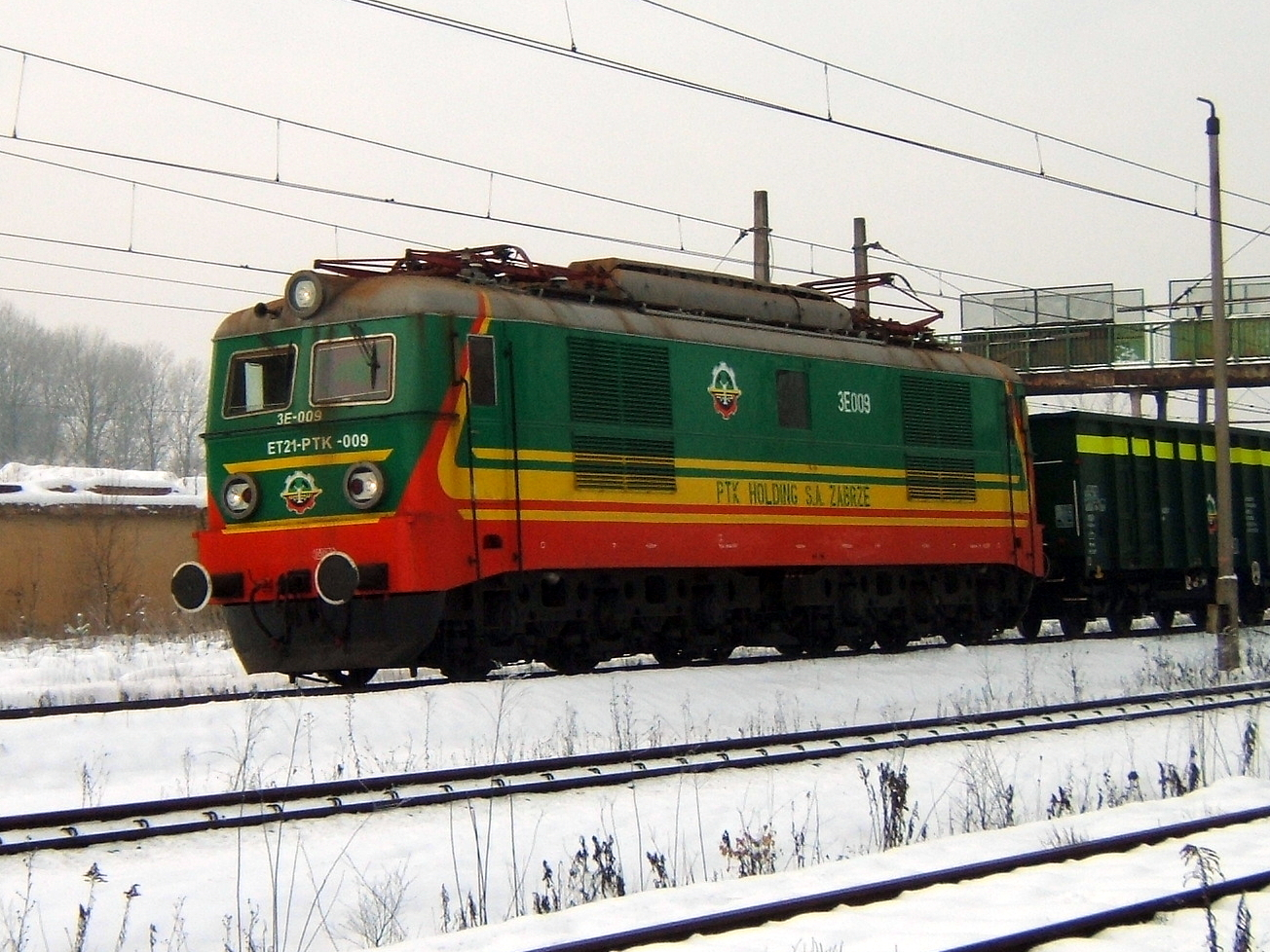
Stroj 3E-009 dopravce PTK Holding

Z první série 3E bylo v letech 1957-1960 dodáno 69 kusů (ET21-01 až ET21-69) státním drahám Polskie Koleje Państwowe (PKP) a v letech 1959-1960 14 kusů pro tzv. pískové železnice provozované podnikem Przedsiębiorstwo Materiałów Podsadzkowych Przemysłu Węglowego (PMP PW). Následovala série 3E/1, z níž bylo v letech 1960-1971 dodáno PKP 589 kusů (ET21-70 až ET21-658), dalších 54 kusů bylo v letech 1961-1971 dodáno PMP PW.
Od poloviny 80. let 20. století začalo PKP postupně vyřazovat nejstarší lokomotivy řady ET21, část z nich pak přešla k podnikům mimo PKP. Z první série lokomotiv PKP zůstal dodnes (2010) v provozu pouze stroj ET21-57, který je umístěn ve skanzenu Chabówka. Několik dalších strojů z druhé série je dosud v provozu u dopravce PKP Cargo.
V rámci transformace PMP PW se lokomotivy patřící původně tomuto podniku dostaly do rukou soukromých dopravců, kde jsou zpravidla označovány řadou 3E, přestože se - s výjimkou stroje 3E-74 DB Schenker Rail Rybnik - nejedná o lokomotivy z první série. V současnosti provozují stroje této řady soukromí dopravci DB Schenker Rail Polska, DB Schenker Rail Rybnik, DB Schenker Rail Zabrze a CTL Logistics. Jeden stroj této řady - ET21-100 - provozuje dopravce ORLEN KolTrans, který jej získal z muzea Jaworzyna Śląska, kde byl odstaven jako nepojízdný exponát. Lokomotivu s označením 3E/1M-201 (ex ET21-464 PKP) pak vlastní firma Przedsiębiorstwo Handlowo-Usługowe "Lokomotiv" Bronisław Plata, která ji dále pronajímá dopravcům; v tomto případě se jedná o stroj používaný od roku 1994 ve stanici Lublin jako tzv. stacionární topné zařízení, který byl odkoupen od dopravce PKP Przewozy Regionalne a v roce 2009 opraven v ZNTK Oleśnica.
Lokomotiva 3E/1-76 PCC Rail byla v roce 2008 testována na českém zkušebním okruhu u Velimi.